# Aoubellil
Aoubellil là một đô thị thuộc tỉnh Aïn Témouchent, Algérie. Dân số thời điểm năm 2002 là 4.339 người.